# Alior Bank
Alior Bank Spółka Akcyjna ou Alior Bank S.A est une banque universelle polonaise fondée le 17 novembre 2008 par Romain Zaleski. La banque s'adresse à la fois aux particuliers et aux entreprises.
Alior Bank a créé une banque entièrement en ligne et un service de change de devises en ligne. Il a également été la première banque qui a lancé la vérification vidéo pour l'ouverture de comptes personnels en Pologne et a mené des recherches sur les nouvelles technologies, notamment la blockchain, la robotique et l'intelligence artificielle.
La banque est cotée à la Bourse de Varsovie. Le principal actionnaire de la banque est le groupe PZU, qui détient environ 32 % des actions.

## Histoire
Alior est fondée en 2008 par l'homme d'affaires français Romain Zaleski.
En décembre 2012, Alior Bank fait son entrée à la Bourse de Varsovie.
En 2015, Alior Bank fusionne ses activités avec Meritum Bank.
En avril 2016, General Electric vend pour 290 millions de dollars, une participation de 87,2 % dans BHP, regroupant ses activités bancaires en Pologne à Alior Bank.
À la fin de l'année 2023. Alior Bank a enregistré des résultats record. Le bénéfice net s'est élevé à 2,03 milliards de PLN et a augmenté de 1,35 milliard de PLN par rapport au résultat de 2022[15]. En avril 2024, l'assemblée générale d'Alior Bank a décidé de verser le tout premier dividende provenant du bénéfice de 2023, d'un montant de 577 millions de PLN (4,42 PLN par action).